# 33. Oscar-gála
Az 33. Oscar-gálát, a Filmakadémia díjátadóját 1961. április 17-én tartották meg. Új helyszínen került sor a díjátadóra, Santa Monicában. A nyertes film a Legénylakás lett, az utolsó fekete-fehér film, mely a díjat elnyerte, egészen a Schindler listája 1993-as sikeréig. Negyedik egymás utáni jelölése után Elizabeth Taylor kapta meg az Oscar-díjat. Az Életmű-díjat Gary Cooper kapta, aki súlyos betegsége miatt nem vett részt a gálán. Helyette barátja, James Stewart vette át az elismerést. Gary Cooper egy hónappal később meghalt. Ez volt az első átadó, amikor vörös szőnyeg vezetett a színház bejáratához.

## Kategóriák és jelöltek

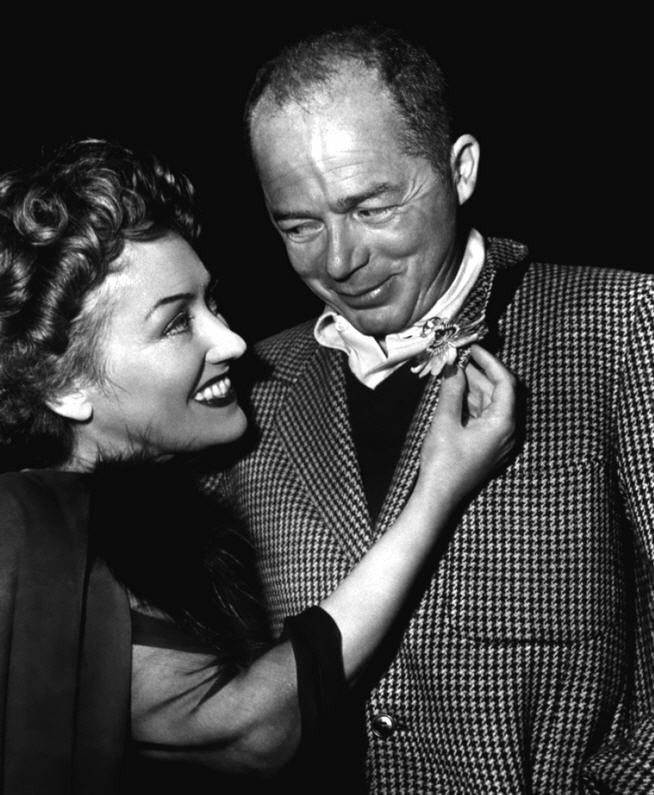
Billy Wilder (jobbra); legjobb film, legjobb rendező; legjobb eredeti forgatókönyv társszerző

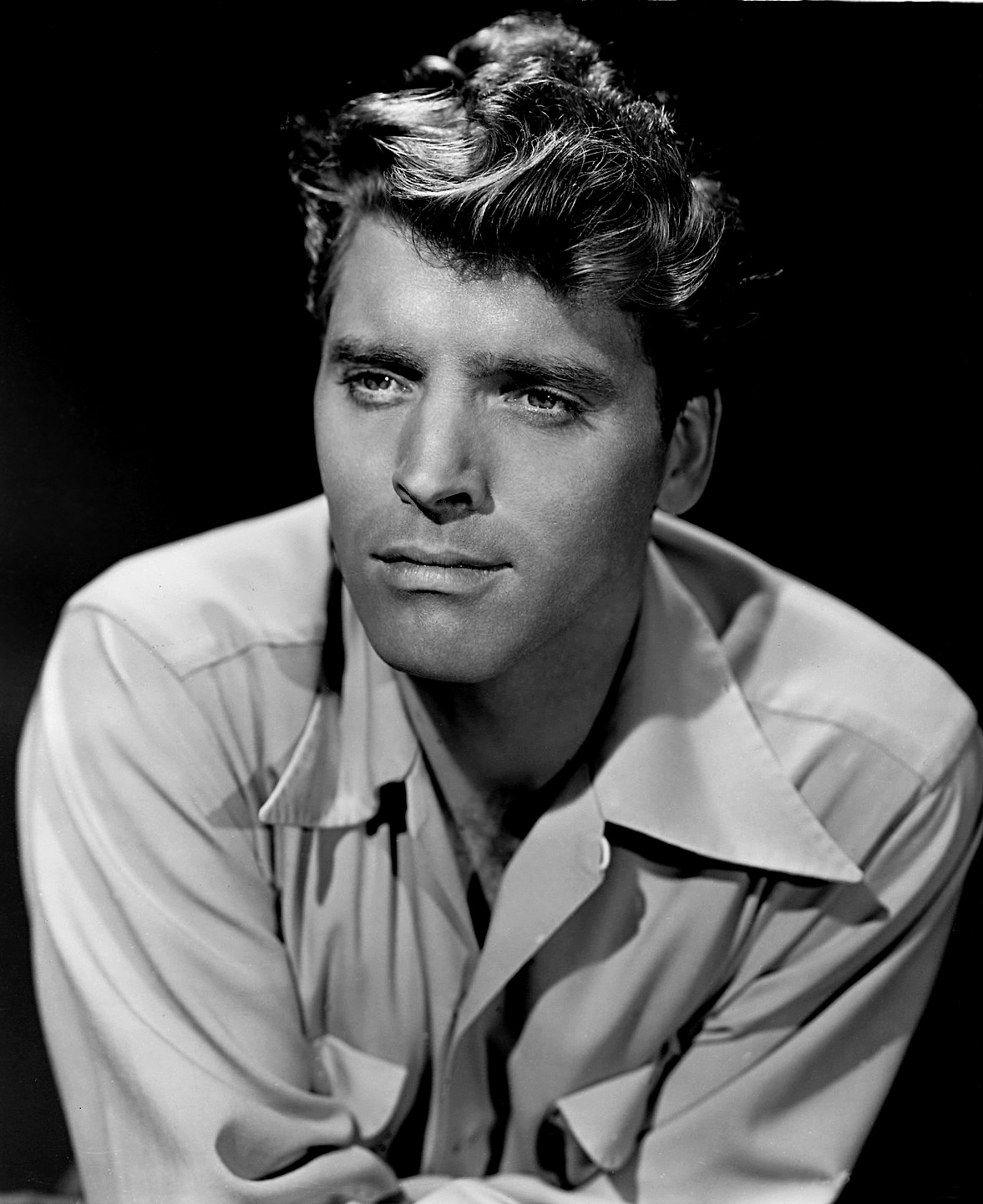
Burt Lancaster; legjobb színész

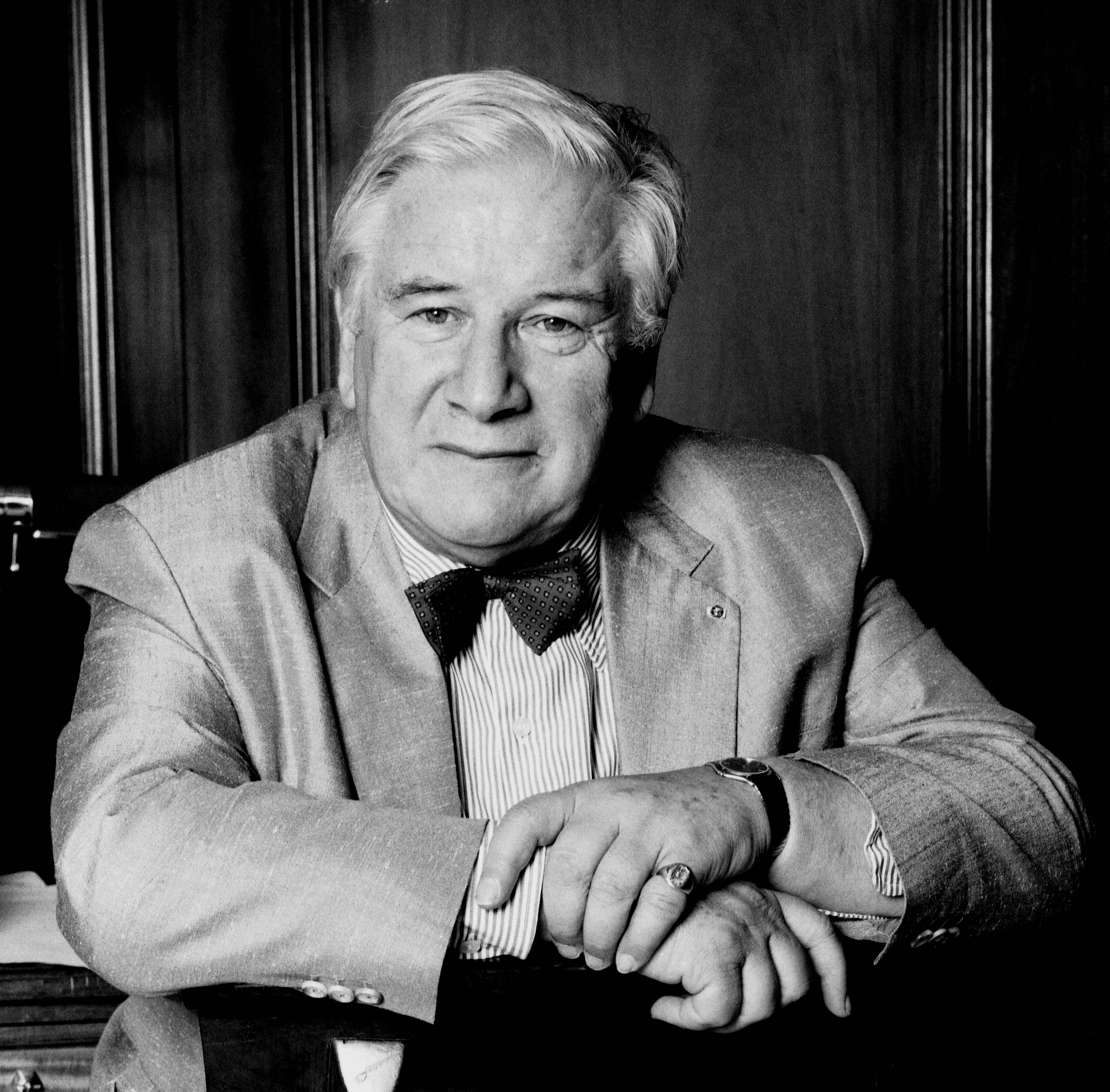
Peter Ustinov; legjobb férfi mellékszereplő

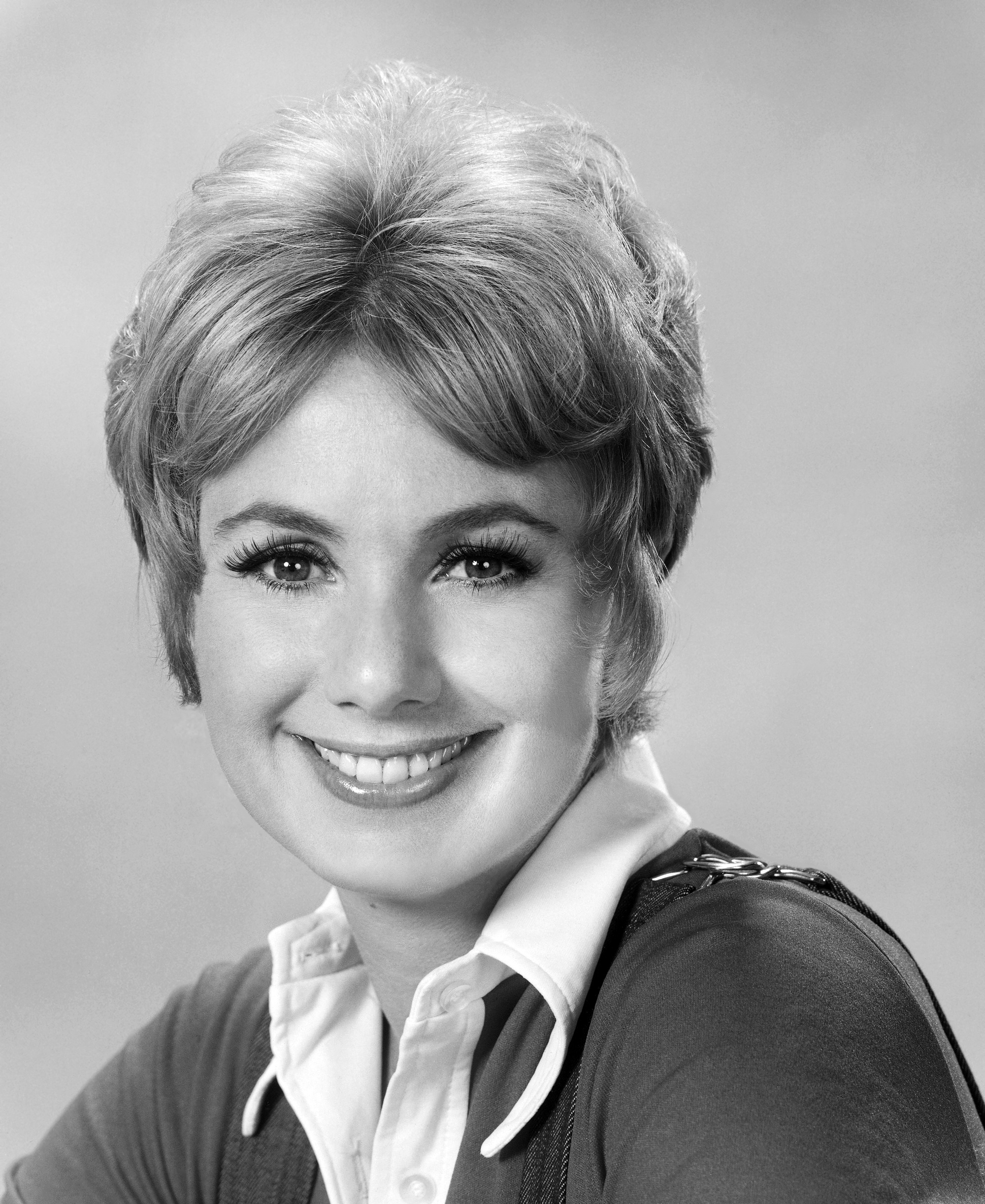
Shirley Jones; legjobb női mellékszereplő

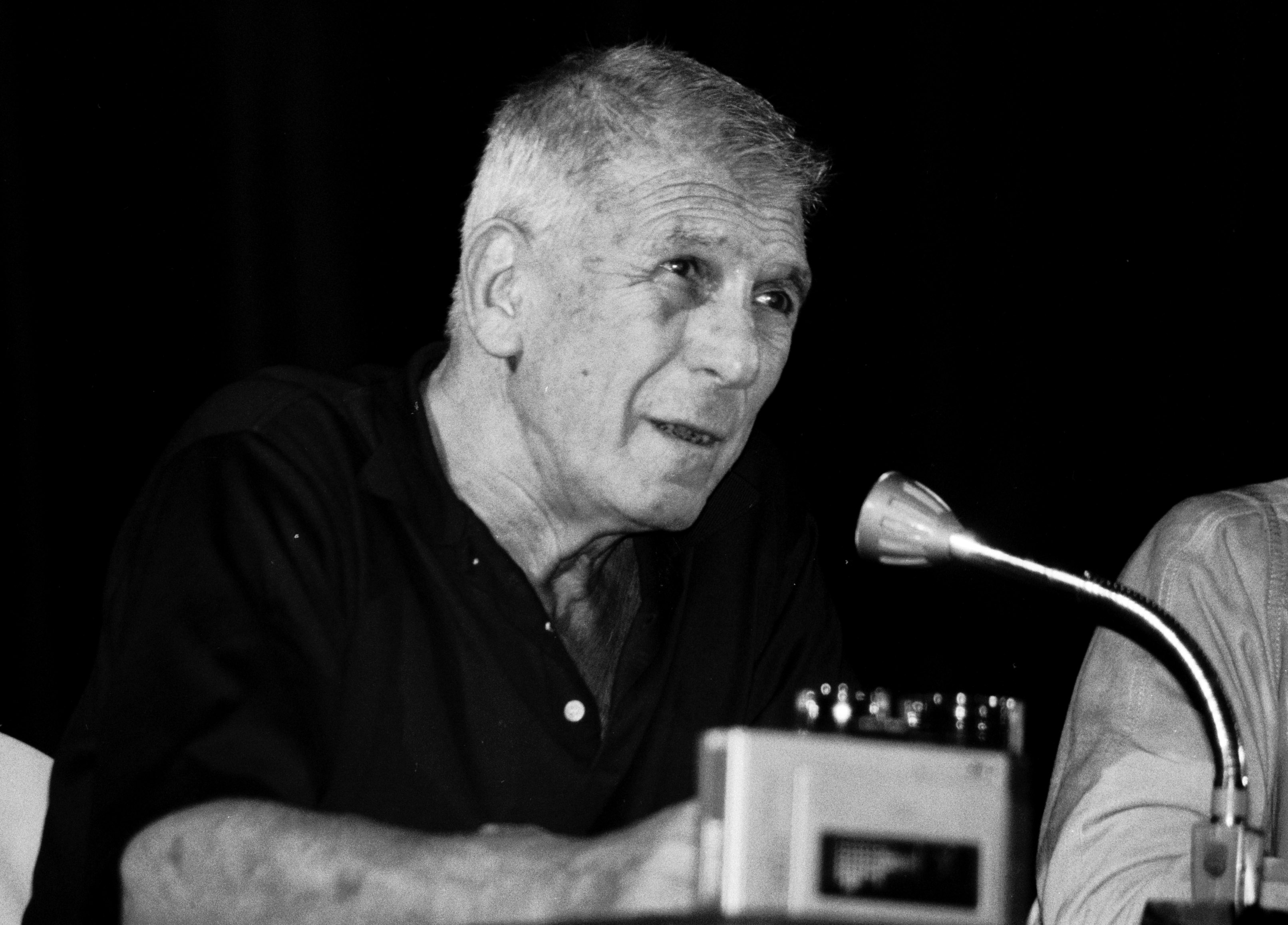
Richard Brooks; legjobb adaptált forgatókönyv

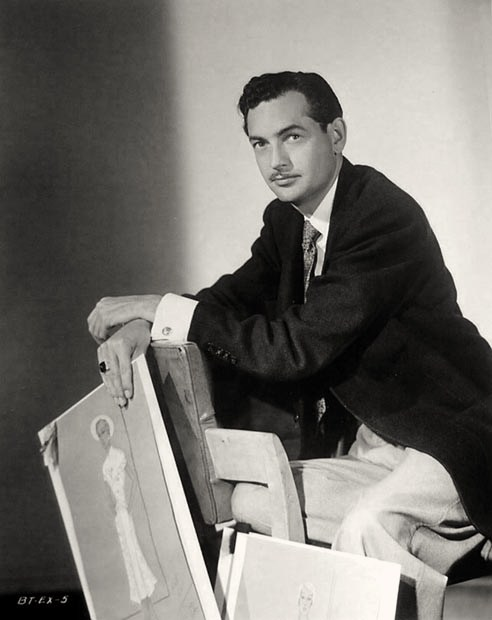
Bill Thomas; legjobb jelmeztervezés (színes film), társnyertes

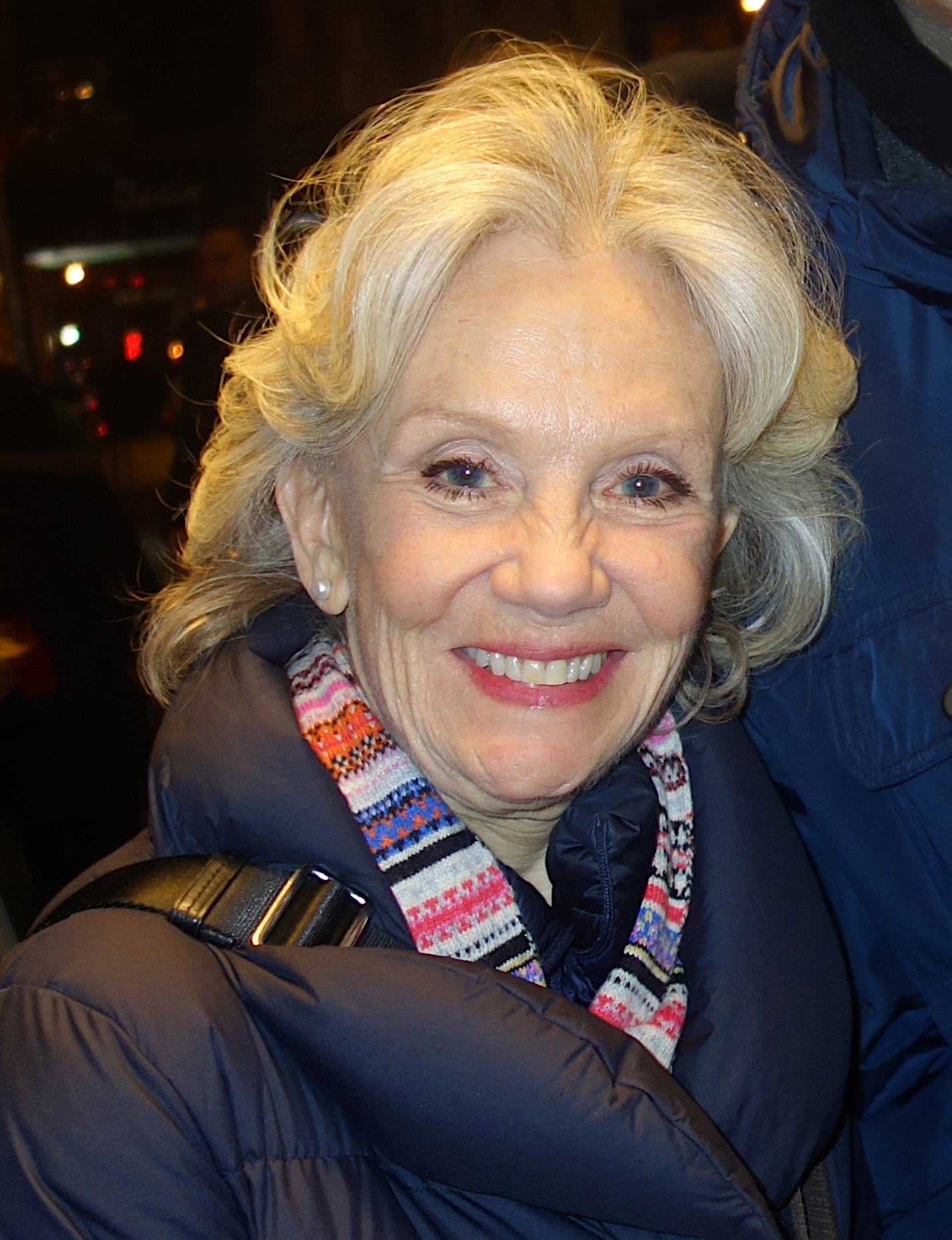
Hayley Mills; Ifjúsági Oscar-díj

A nyertesek félkövérrel jelölve

### Legjobb film
- Legénylakás (The Apartment) – Mirisch, United Artists – Billy Wilder
  - Alamo (The Alamo) – Batjac, United Artists – John Wayne
  - Csavargók (The Sundowners) – Warner Bros. – Fred Zinnemann
  - Elmer Gantry – Lancaster-Brooks, United Artists – Bernard Smith
  - Sons and Lovers[* 1] – Wald, 20th Century-Fox – Jerry Wald

### Legjobb színész
- Burt Lancaster – Elmer Gantry
  - Trevor Howard – Sons and Lovers
  - Jack Lemmon – Legénylakás (The Apartment)
  - Laurence Olivier – A komédiás (The Entertainer)
  - Spencer Tracy – Aki szelet vet (Inherit the Wind)

### Legjobb színésznő
- Elizabeth Taylor – Modern kaméliás hölgy (Butterfield 8)
  - Greer Garson – Sunrise at Campobello
  - Deborah Kerr – Csavargók (The Sundowners)
  - Shirley MacLaine – Legénylakás (The Apartment)
  - Melína Merkúri – Vasárnap soha (Poté tin Kiriakí/Never on Sunday; görög-amerikai)

### Legjobb férfi mellékszereplő
- Peter Ustinov – Spartacus
  - Peter Falk – Murder, Inc.
  - Jack Kruschen – Legénylakás (The Apartment)
  - Sal Mineo – Exodus
  - Chill Wills – Alamo (The Alamo)

### Legjobb női mellékszereplő
- Shirley Jones – Elmer Gantry
  - Glynis Johns – Csavargók (The Sundowners)
  - Shirley Knight – Dark at the Top of the Stairs
  - Janet Leigh – Psycho
  - Mary Ure – Sons and Lovers

### Legjobb rendező
- Billy Wilder – Legénylakás (The Apartment)
  - Jack Cardiff – Sons and Lovers
  - Jules Dassin – Vasárnap soha (Poté tin Kiriakí/Never on Sunday; görög-amerikai)
  - Alfred Hitchcock – Psycho
  - Fred Zinnemann – Csavargók (The Sundowners)

### Legjobb eredeti forgatókönyv
- Legénylakás (The Apartment) – I.A.L. Diamond, Billy Wilder
  - The Angry Silence – Richard Gregson, Michael Craig, Bryan Forbes
  - The Facts of Life[* 2]  – Norman Panama, Melvin Frank
  - Szerelmem, Hirosima (Hiroshima mon amour/Hiroshima, My Love; francia-japán) – Marguerite Duras
  - Vasárnap soha (Poté tin Kiriakí/Never on Sunday; görög-amerikai) – Jules Dassin

### Legjobb adaptált forgatókönyv
- Elmer Gantry – Richard Brooks forgatókönyve Sinclair Lewis regénye alapján
  - Aki szelet vet (Inherit the Wind) – Nedrick Young, Harold Jacob Smith forgatókönyve Jerome Lawrence, Robert E. Lee színműve alapján
  - Sons and Lovers – Gavin Lambert, T.E.B. Clarke forgatókönyve D. H. Lawrence regénye alapján
  - Csavargók (The Sundowners) – Isobel Lennart forgatókönyve Jon Cleary regénye alapján
  - Tunes of Glory[* 3] – James Kennaway saját regénye alapján

### Legjobb operatőr
- Freddie Francis – Sons and Lovers (ff)
  - Legénylakás (The Apartment) – Joseph LaShelle
  - The Facts of Life – Charles Lang
  - Aki szelet vet (Inherit the Wind) – Ernest Laszlo
  - Psycho – John L. Russell

- Russel Metty – Spartacus (színes)
  - Alamo (The Alamo) – William H. Clothier
  - Modern kaméliás hölgy (BUtterfield 8) – Joseph Ruttenberg and Charles Harten
  - Exodus – Sam Leavitt
  - Pepe – Joseph MacDonald

### Látványtervezés és díszlet
Fekete-fehér filmek
- Alexander Trauner, Edward G. Boyle – Legénylakás (The Apartment)
  - Joseph McMillan Johnson, Kenneth A. Reid, Ross Dowd – The Facts of Life
  - Joseph Hurley, Robert Clatworthy, George Milo – Psycho
  - Tom Morahan, Lionel Couch – Sons and Lovers
  - Hal Pereira, Walter Tyler, Samuel M. Comer, Arthur Krams – Visit to a Small Planet

Színes filmek
- Alexander Golitzen, Eric Orbom (posztumusz), Russell A. Gausman, Julia Heron – Spartacus
  - George Davis, Addison Hehr, Henry Grace, Hugh Hunt, Otto Siegel – Cimarron
  - Hal Pereira, Roland Anderson, Samuel M. Comer, Arrigo Breschi – Nápolyban kezdődött (It Started in Naples)
  - Ted Haworth, William Kiernan – Pepe
  - Edward Carrere, George James Hopkins – Sunrise at Campobello

### Legjobb vágás
- Legénylakás (The Apartment) – Daniel Mandell
  - Alamo (The Alamo) – Stuart Gilmore
  - Aki szelet vet (Inherit the Wind) – Frederic Knudtson
  - Pepe – Viola Lawrence, Al Clark
  - Spartacus – Robert Lawrence

### Legjobb vizuális effektus
- Az időgép (The Time Machine) – Gene Warren és Tim Baar
  - The Last Voyage – A.J. Lohman

### Legjobb idegen nyelvű film
- Szűzforrás (Jungfrukällan) (Svédország) – Svensk Filmindustri – Ingmar Bergman, Allan Ekelund producerek – Ingmar Bergman rendező
  - A kápó (Kapò) (Olaszország) – Cineriz, Francinex, Vides, Zebra Films – Moris Ergas producer – Gillo Pontecorvo rendező
  - Igazság (La Verité/The Truth) (Franciaország) – Raoul Lévy producer – Henri-Georges Clouzot rendező
  - Macario (Mexikó) – Clasa Film Mundiales – Armando Orive Alba producer – Roberto Gavaldón rendező
  - A kilencedik kör (Deveti krug/The Ninth Circle) (Jugoszlávia) – Jadran Film – France Štiglic rendező

### Legjobb eredeti filmzene

#### Filmzene drámai filmben vagy vígjátékban
- Exodus – Ernest Gold
  - Alamo (The Alamo) – Dimitri Tiomkin
  - Elmer Gantry – André Previn
  - A hét mesterlövész (The Magnificent Seven) – Elmer Bernstein
  - Spartacus – Alex North

#### Filmzene musicalfimben
- Song Without End – Morris Stoloff és Harry Sukman
  - Bells Are Ringing – André Previn
  - Can-Can – Nelson Riddle
  - Szeressünk! (Let's Make Love) – Lionel Newman és Earle H. Hagen
  - Pepe – Johnny Green

## Statisztika

### Egynél több jelöléssel bíró filmek
- 10 : Legénylakás (The Apartment)
- 7 : Alamo (The Alamo), Pepe, Sons and Lovers
- 6 : Spartacus
- 5 : Elmer Gantry, The Facts of Life, Vasárnap soha (Poté tin Kiriakí/Never on a Sunday), Csavargók (The Sundowners)
- 4 : Aki szelet vet (Inherit The Wind), Psycho, Sunrise at Campobello
- 3 : Exodus
- 2 : Modern kaméliás hölgy (Butterfield 8), Can-Can, Cimarron, Szűzforrás (Jungfrukällan/The Virgin Spring)

### Egynél több díjjal bíró filmek
- 5 : Legénylakás (The Apartment)
- 4 : Spartacus
- 3 : Elmer Gantry